# Neomaso arundicola
Espèce
Neomaso arundicola est une espèce d'araignées aranéomorphes de la famille des Linyphiidae.

## Distribution
Cette espèce est endémique de l'État de Rio de Janeiro au Brésil,. Elle se rencontre à Teresópolis vers 1 000 m d'altitude.

## Description
Le mâle holotype mesure 1,55 mm dont 0,80 mm pour la carapace. La femelle est inconnue.

## Publication originale
- Millidge, 1991 : Further linyphiid spiders (Araneae) from South America. Bulletin of the American Museum of Natural History, no 205, p. 1-199 (texte intégral).